# اوخنیو دربس
اوخنیو گونسالس دربس (اسپانیایی: Eugenio Derbez‎ زاده ۲ سپتامبر ۱۹۶۱) هنرپیشه، کمدین و کارگردان مکزیکی است.
از فیلم‌های معروف او می‌توان به رادیکال، چهره فرشته کوچک، معجزه‌هایی از بهشت، بر فراز دریا، دورا و شهر گمشده طلایی ، پیشخدمت پارکینگ و (coda 2021)اشاره کرد.